# Wahida al-Khalidi
Wahida al-Khalidi, var en palestinsk feminist och aktivist.  
Hon hade irakiskt ursprung och var gift med den palestinska politikern Husayn Fakhri al-Khalidi (1894-1962). 
Hon var medgrundare av Arab Women's Association of Palestine 1929, och fungerade som dess första ordförande.
Medlemmarna kom som regel ur palestinska över- och medelklassfamiljer, hade västerländsk utbildning och bar inte slöja, utan menade i likhet med dåvarande modernistiska arabnationalister att kvinnor borde få samma rättigheter som män för att kunna bidra till en framtida självständig stats framgång.
Hennes namn förekommer på åtskilliga petitioner och telegram under 1930-talets första år. Hon deltog i Eastern Women's Conference for the Defense of Palestine i Kairo 1938. Efter detta tycks hon dock ha försvunnit ur det offentliga livet. Hon deltog inte i Arab Women's Congress of 1944. 